# Keira Knightley
Keira Christina Knightley (Teddington, Anglia, 1985. március 26. –) Oscar-díjra jelölt angol filmszínésznő.
Gyermekszínészként kezdte karrierjét, nemzetközi ismertségre 2003-ban tett szert a Csavard be, mint Beckham és A Karib-tenger kalózai: A Fekete Gyöngy átka című film egyik főszerepével. Knightley azóta számos hollywoodi produkcióban szerepelt, 2005-ben Oscar-díjra is jelölték a Büszkeség és balítélet feldolgozásában nyújtott alakításáért. 2007-ben A Karib-tenger kalózai: A világ végén és a Vágy és vezeklés című filmben láthatták a nézők.

## Élete
Knightley Angliában született, a middlesexi Teddingtonban a skót és ír színésznőből lett díjnyertes drámaíró, Sharman Macdonald és Will Knightley, angol színpadi- és tévészínész lányaként. Bátyja, Caleb, 1979-es születésű. Neve egy elírás miatt lett Keira, édesapja egy orosz műkorcsolyázó, Kira Ivanova után szerette volna Kierának elnevezni (ez a Kira angol átírása), de az édesanyja rosszul írta le a nevet, amikor meg kellett adnia a gyermek születése után.
Knightley élete legnagyobb részét Richmond upon Thames-ben élte, a Teddington School-ba és az Esher College-ba járt. Diszlexiában szenved, de ennek ellenére jó eredményeket ért el tanulmányaiban, szülei nagy örömére, akik így megengedték neki, hogy ügynököt keressen, s színészi karrierbe kezdjen. Knightley elmondta, gyermekkorában nagyon foglalkoztatta a színészet. Szerepelt néhány helyi amatőr produkcióban, köztük az After Julietben (amit anyja írt) és a United States-ben (ami akkori drámatanára, John McShane tollából származik).

## Karrierje
Knightley hétévesen kezdte el a színészetet, televíziós debütálása a Royal Celebration-ben (1993) volt, majd feltűnt a The Bill (1995) című tévésorozatban is. Az 1990-es évek közepén-végén több tévéfilm következett, majd 1999-ben Padmé Amidala hasonmása, Sabé szerepére választották a Star Wars I. rész – Baljós árnyak című szuperprodukcióban; köszönhette ezt annak, hogy némi hasonlósággal bír a Padmét alakító Natalie Portmannel – a két színésznő édesanyja nehezen tudta saját lányát felismerni kettejük közül, mikor teljes jelmezben álltak előttük. A Liam Neeson és Ewan McGregor főszereplésével készült alkotás az év egyik legsikeresebb filmje lett, és a 924 millió dolláros összbevételével a valaha készült legsikeresebb film díját is majdnem elnyerte.
Knightley első főszerepét 2001-ben kapta a Walt Disney Productions tévéfilmjében, A tolvajok hercegnőjében, amiben Robin Hood lányát alakította. Ez idő tájt feltűnt A gödör című thrillerben, melyet az Egyesült Államokban csak videón mutattak be, de más országban – köztük Magyarországon is – moziban is látható volt. Knightley feltűnt a Doktor Zsivágó minisorozatban is, amely először 2002-ben került adásba.
Átütő szerepére is ebben az évben került sor, mikor az egyik főszerepet játszhatta a Csavard be, mint Beckham című angol, futball témájú filmben. A produkció jól szerepelt mind az Egyesült Királyság, mind az USA mozipénztárainál. Miután e film ismertté tette nevét és arcát, szerepet kapott a Jerry Bruckheimer produceri keze alatt készült A Karib-tenger kalózai: A Fekete Gyöngy átka című nagy költségvetésű kalandfilmben. A 2003 júliusában bemutatott filmet kiemelkedően jól fogadták a kritikusok és a nézők egyaránt, így a 654 millió amerikai dolláros összbevételt generáló produkció 2003 egyik legnagyobb sikerévé vált, bebiztosítva Knightley hollywoodi jövőjét.
Még ugyanezen év vége felé láthatta a közönség az Igazából szerelem címet viselő brit romantikus vígjátékban, melyben partnere Hugh Grant, Alan Rickman, Bill Nighy, Colin Firth, Emma Thompson, Liam Neeson, Rowan Atkinson és Laura Linney volt.
A következő munkája a szintén Bruckheimer nevéhez kötődő Artúr királyban volt; a 2004 nyarán mozikba került film vegyes fogadtatásban részesült, ám Roger Ebert, az egyik legtekintélyesebb kritikus, jó véleménnyel volt róla. Ugyanekkor, júliusban, a Hello! magazin olvasói megszavazták Knightleyt a filmipar legígéretesebb tizenéves sztárjának. Emellett a Time egyik 2004-es számában megjegyezte, hogy Knightley úgy tűnik, komoly színésznővé szeretne válni, semmint filmsztárrá.
2005-ben Knightley három mozifilmben szerepelt. A márciusban bemutatott A fiók egy sötét thriller; Tony Scott Domino című akciófilmje egy valós fejvadász, Domino Harvey életén alapszik, azonban mindkét alkotás megbukott a mozikban.
Az év végén mutatták be a Büszkeség és balítélet, Jane Austen regényének adaptációját, amiben Knightley Elizabeth Bennetet keltette életre. A fiók és a Domino vegyes visszajelzéseket kapott, a mozikasszáknál megbukott, azonban a harmadik produkció jól szerepelt az USA-ban, az Egyesült Királyságban pedig első helyen nyitott a toplistán. Knightley-t alakításáért Golden Globe-díjra jelölték a legjobb színésznő (musical vagy vígjáték) kategóriában, illetve Oscar-díjra, azonban egyiket sem nyerte el.
Addigi legnagyobb sikerének folytatása, A Karib-tenger kalózai: Holtak kincse 2006 júliusában került a mozikba, s néhány hónap múlva már a mozitörténelem harmadik legnagyobb bevételt elért produkciója lett, 66 millióval átlépve az egymilliárd dolláros összbevételt. A harmadik rész, A Karib-tenger kalózai: A világ végén a következő év májusában lepte el a világ filmszínházait egy időben, és 960 millió amerikai dollárt keresett a mozikasszáknál.
A 2007-es velencei filmfesztivál nyitófilmjeként debütált a Vágy és vezeklés, amely Ian McEwan azonos című könyvén alapszik. A film elseprő kritikai sikert aratott, Knightley-t többek között Golden Globe-díjra jelölték drámai alakításáért. Keira filmbeli kolléganőjét, a 13 esztendős ír Saoirse Ronan-t az alakításért később Oscar-díjra jelölték.
Röviddel rá, a torontói filmfesztiválon került először a közönség elé a minden téren messze halványabban szereplő Selyem (Silk), ami Alessandro Baricco regényének filmadaptációja.
Knightley 2008-ban az Amanda Foreman könyve alapján készült A hercegnő című angol-francia-olasz koprodukcióban a történelmi dráma címszerepét játszotta el. A magyar Pados Gyula fényképezte alkotásban ő keltette életre Georgiana Cavendish-t (1757–1806), Devonshire hercegnőjét. A történet valós eseményeken alapul, hőse a valamennyire hasonló életutat bejárt Diana hercegnő (1961–1997) egyik távoli, ük-üknagynénje. Filmbeli partnere, Vilmos devonshirei herceg alakítója Ralph Fiennes volt, akit a szerepért Golden Globe-díjra jelöltek.
2008 végén mutatták be a Dylan Thomas walesi költőről szóló A szerelem határai című angol életrajzi drámát. A produkciót a színésznő édesanyja írja, a rendező pedig A fiókot is jegyző John Maybury volt. A színésznő partnere Sienna Miller és Cillian Murphy volt.
Keira Knightley 2008-ban bemutatott filmjei a "Hercegnő" és a "A szerelem határai" vegyes fogadtatásban részesültek a közönség részéről habár a kritikusok pozitívan írtak róluk.

## Ünnepelt sztár

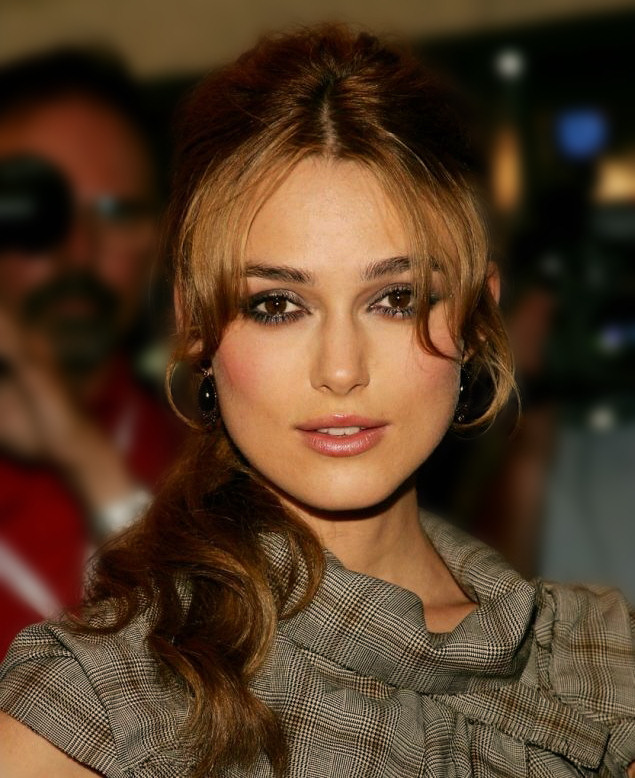
2005-ben a Torontói Nemzetközi Filmfesztiválon

Gyorsan jött hírnevének köszönhetően Knightley a média komoly figyelmét élvezi. Úgy írják le a sajtóriporterek, mint aki „híresen nyitott a média” felé, noha Knightley maga azt állította, „Nem beszélek a magánéletemről”.
Az Empire magazin olvasói minden idők legszexisebb filmsztárának választották, az FHM Egyesült Királyságbeli kiadásában 79. volt 2004-ben a 100 legszexisebb nő világranglistáján, 18. 2005-ben, míg 2006-ban már az első hely volt az övé. Az USA-beli változat 2004-ben az 54. helyre sorolta, egy évvel később már a 11. a sorban, 2006-ban pedig az ötödik. Knightley meztelenül jelent meg a Vanity Fair 2006. márciusi 'Hollywood' kiadásának címlapján Scarlett Johanssonnal együtt. 2006 májusában a Maxim 2006 Hot 100-as listáján a 9. helyet kapta.
Knightley volt a luxuscikkeket forgalmazó Asprey sztárarca, illetve a Lux hajápoló termékeké a japán tévéreklámokban. 2006 áprilisában bejelentették, hogy ő lesz a Chanel „Coco Mademoiselle” parfümjének arca.
A 2006-os Golden Globe-díjátadón viselt Valentino ruhája számos dicséretben részesült, még Steven Cojocaru „Legjobban öltözöttek”-listáján is első helyezést ért el az Entertainment Tonight-ban. A 2006-os Oscar-gálán viselt ruháját az Oxfam jótékonysági szervezetnek adományozta, ami végül 4300 fontért kelt el.

## Magánélete
Korábban Jamie Dornan ír divatmodellel, majd Del Synnott színésszel volt párkapcsolatban.
Tagadta azokat a pletykákat, hogy anorexiás volna, ugyanakkor megjegyezte, hogy családja történetében előfordult a betegség. A Karib-tenger kalózai: Holtak kincse premierjén való megjelenése vezetett médiaspekulációhoz kirívóan vékony alkata miatt, miszerint az étkezési rendellenesség következménye lenne. 2006 júliusában Knightley megjegyezte, hogy úgy érzi, munkamániássá vált, azzal magyarázva mindezt, hogy „Az utolsó öt év eggyé folyt össze. Képtelen vagyok megmondani, mi volt tavaly és mi volt tavalyelőtt”, pontosítva azzal, hogy túl sokat dolgozik. Ennek eredményeképp Knightley feltehetőleg tartott egy év szünetet a színészetben, hogy utazzon és magánéletére koncentrálhasson. 2011 februárjában kezdett el James Righton zenésszel találkozgatni, majd 2013. május 4-én összeházasodtak Dél-Franciaországban, Mazanben, Vaucluse-ban. 2015. május 1-jén Londonban megszületett első lányuk.

## Filmográfia

### Film
| Év   | Magyar cím                                   | Eredeti cím                                            | Szerep                         | Magyar hang        |
| ---- | -------------------------------------------- | ------------------------------------------------------ | ------------------------------ | ------------------ |
| 1995 | Halálos kötődés                              | Innocent Lies                                          | Celia fiatalon                 |                    |
| 1999 | Star Wars I. rész – Baljós árnyak            | Star Wars: Episode I – The Phantom Menace              | Sabé (a királynő dublőre)      | Zsigmond Tamara    |
| 2001 | A gödör                                      | The Hole                                               | Frances 'Frankie' Almond Smith | Németh Borbála     |
| 2002 | Csavard be, mint Beckham                     | Bend It Like Beckham                                   | Juliette 'Jules' Paxton        | Major Melinda      |
| 2002 |                                              | Thunderpants                                           | zeneiskola tanulója            |                    |
| 2002 | Tiszta lappal                                | Pure                                                   | Louise                         | Haumann Petra      |
| 2002 |                                              | The Seasons Alter                                      | Helena                         |                    |
| 2003 | Igazából szerelem                            | Love Actually                                          | Juliet                         | Oroszlán Szonja    |
| 2003 | A Karib-tenger kalózai: A Fekete Gyöngy átka | Pirates of the Caribbean: The Curse of the Black Pearl | Elizabeth Swann                | Szinetár Dóra      |
| 2004 | Artúr király                                 | King Arthur                                            | Guinevere                      | Juhász Réka        |
| 2005 | A fiók                                       | The Jacket                                             | Jackie Price                   | Bertalan Ágnes     |
| 2005 | Domino                                       | Domino                                                 | Domino Harvey                  | Solecki Janka      |
| 2005 | Büszkeség és balítélet                       | Pride & Prejudice                                      | Elizabeth Bennet               | Gubás Gabi         |
| 2006 | A Karib-tenger kalózai: Holtak kincse        | Pirates of the Caribbean: Dead Man's Chest             | Elizabeth Swann                | Szinetár Dóra      |
| 2007 | A Karib-tenger kalózai: A világ végén        | Pirates of the Caribbean: At World's End               | Elizabeth Swann                | Szinetár Dóra      |
| 2007 | Vágy és vezeklés                             | Atonement                                              | Cecilia Tallis                 | Major Melinda      |
| 2007 | Selyem                                       | Silk                                                   | Hélène Joncour                 | Szávai Viktória    |
| 2008 | A szerelem határai                           | The Edge of Love                                       | Vera Phillips                  | Huszárik Kata      |
| 2008 | A hercegnő                                   | The Duchess                                            | Georgiana Cavendish            | Major Melinda      |
| 2010 | Ne engedj el!                                | Never Let Me Go                                        | Ruth                           | Eke Angéla         |
| 2010 | Tegnap éjjel                                 | Last Night                                             | Joanna Reed                    | Gubás Gabi         |
| 2010 | London Boulevard                             | London Boulevard                                       | Lillian Palmer                 | Gubás Gabi         |
| 2011 | Veszélyes vágy                               | A Dangerous Method                                     | Sabina Spielrein               | Bogdányi Titanilla |
| 2012 | Míg a világvége el nem választ               | Seeking a Friend for the End of the World              | Penny                          | Major Melinda      |
| 2012 | Anna Karenina                                | Anna Karenina                                          | Anna Karenina                  | Major Melinda      |
| 2013 | Szerelemre hangszerelve                      | Begin Again                                            | Gretta                         | Szinetár Dóra      |
| 2014 | Jack Ryan: Árnyékügynök                      | Jack Ryan: Shadow Recruit                              | Cathy Muller                   | Major Melinda      |
| 2014 | Későnérők                                    | Laggies                                                | Megan                          | Zsigmond Tamara    |
| 2014 | Kódjátszma                                   | The Imitation Game                                     | Joan Clarke                    | Zsigmond Tamara    |
| 2015 | Everest                                      | Everest                                                | Jan Hall                       | Major Melinda      |
| 2016 | Váratlan szépség                             | Collateral Beauty                                      | Amy                            | Szinetár Dóra      |
| 2017 | A Karib-tenger kalózai: Salazar bosszúja     | Pirates of the Caribbean: Dead Men Tell No Tales       | Elizabeth Swann-Turner (cameo) | nem szólal meg     |
| 2018 | Colette                                      | Colette                                                | Gabrielle Colette              | Szinetár Dóra      |
| 2018 | A diótörő és a négy birodalom                | The Nutcracker and the Four Realms                     | Cukortündér                    | Major Melinda      |
| 2019 | Hivatali titkok                              | Official Secrets                                       | Katharine Gun                  | Szinetár Dóra      |
| 2019 | Berlin, szeretlek                            | Berlin, I Love You                                     | Jane                           |                    |
| 2019 | Egy háború margójára                         | The Aftermath                                          | Rachael Morgan                 | Szinetár Dóra      |
| 2019 |                                              | Greed                                                  | önmaga                         |                    |
| 2020 | Rendbontók                                   | Misbehaviour                                           | Sally Alexander                | Major Melinda      |
| 2021 | Charlotte                                    | Charlotte                                              | Charlotte Salomon (hangja)     |                    |
| 2021 | Csendes éj                                   | Silent Night                                           | Nell                           | Sipos Eszter Anna  |
| 2023 | A bostoni fojtogató                          | Boston Strangler                                       | Loretta McLaughlin             | Major Melinda      |

Rövidfilmek
- Deflation (2001) – kocogó
- New Year's Eve (2002) – Leah
- Steve (2003) – nő
- Once Upon a Time... (2013) – Gabrielle Chanel

### Televízió
| Év    | Magyar cím             | Eredeti cím                                              | Szerep                 | Megjegyzések                                                |
| ----- | ---------------------- | -------------------------------------------------------- | ---------------------- | ----------------------------------------------------------- |
| 1993  |                        | Screen One                                               | Anglela                | 1 epizód                                                    |
| 1995  |                        | A Village Affair                                         | Natasha Jordan         | tévéfilm                                                    |
| 1995  |                        | The Bill                                                 | Sheena Rose            | 1 epizód                                                    |
| 1996  | Kincskeresők           | The Treasure Seekers                                     | The Princess           | tévéfilm                                                    |
| 1998  | Különös kastély        | Coming Home                                              | Judith Dunbar fiatalon | 1 epizód                                                    |
| 1999  |                        | Oliver Twist                                             | Rose Fleming           | minisorozat                                                 |
| 2001  | A tolvajok hercegnője  | Princess of Thieves                                      | Gwyn                   | - tévéfilm - magyar hangja: - Szénási Kata                  |
| 2002  | Doktor Zsivágó         | Doctor Zhivago                                           | Lara Antipova          | - minisorozat (2 epizód) - magyar hangja: - Zsigmond Tamara |
| 2007  |                        | Robbie the Reindeer in Close Encounters of the Herd Kind | Em (hangja)            | rövidfilm                                                   |
| 2011  | Kalandok Sohaországban | Neverland                                                | Csingiling (hangja)    | minisorozat (2 epizód)                                      |
| 2017  |                        | Red Nose Day Actually                                    | Juliet                 | rövidfilm                                                   |
| 2024– | Fekete galamb          | Black Doves                                              | Helen                  | - főszereplő - magyar hangja: - Szinetár Dóra               |

## Fordítás
- Ez a szócikk részben vagy egészben  a   Keira Knightley című angol Wikipédia-szócikk fordításán alapul.  Az eredeti cikk szerkesztőit annak laptörténete sorolja fel. Ez a jelzés csupán a megfogalmazás eredetét és a szerzői jogokat jelzi, nem szolgál a cikkben szereplő információk forrásmegjelöléseként.